# 圣嘉禄堂 (卢塞恩)
圣嘉禄堂（Kirche St. Karl）是瑞士卢塞恩的一个罗马天主教教堂，是20世纪瑞士最重要的天主教建筑之一。这是瑞士中部第一座混凝土教堂建筑，也是卢塞恩第一座现代风格的教堂建筑。

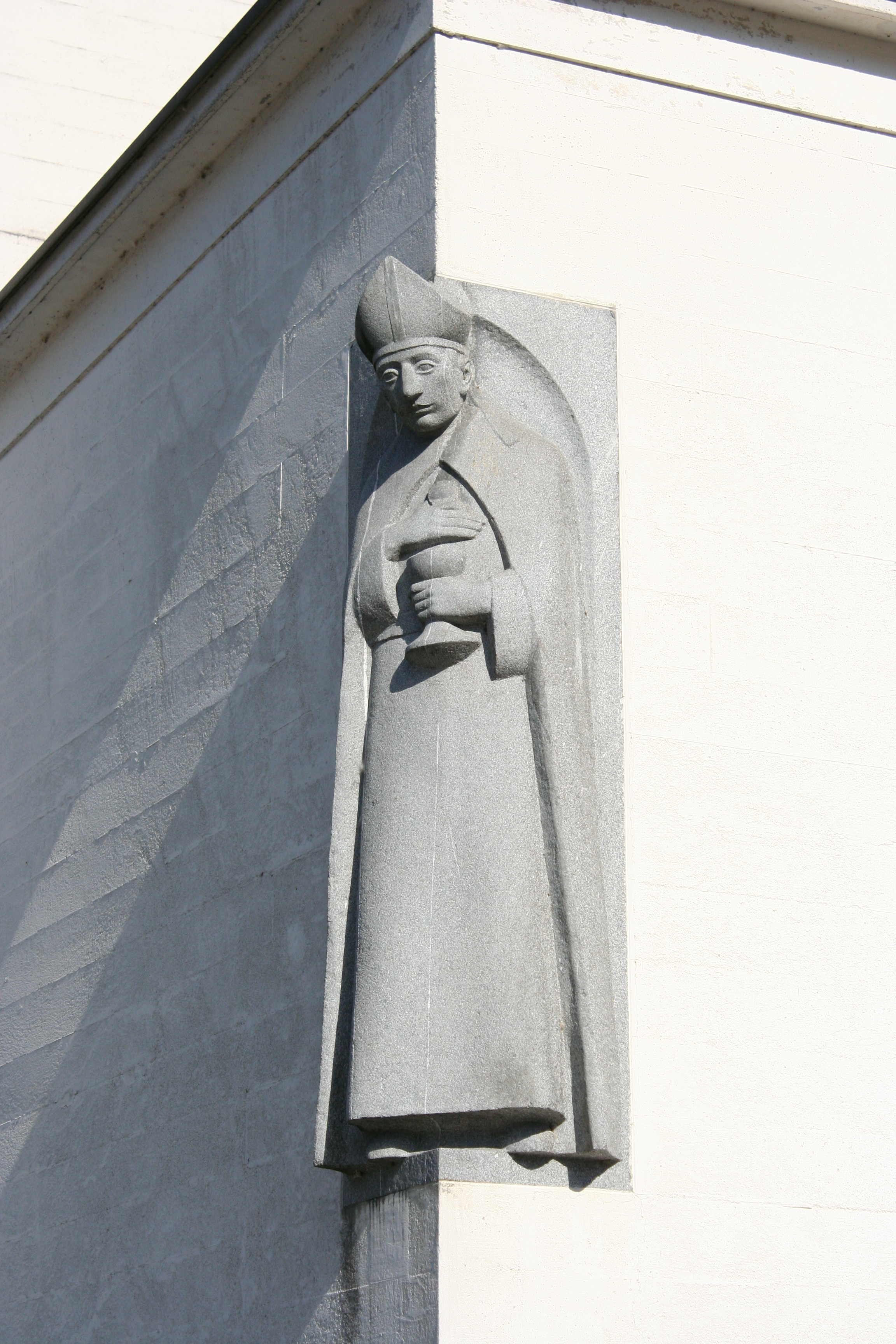
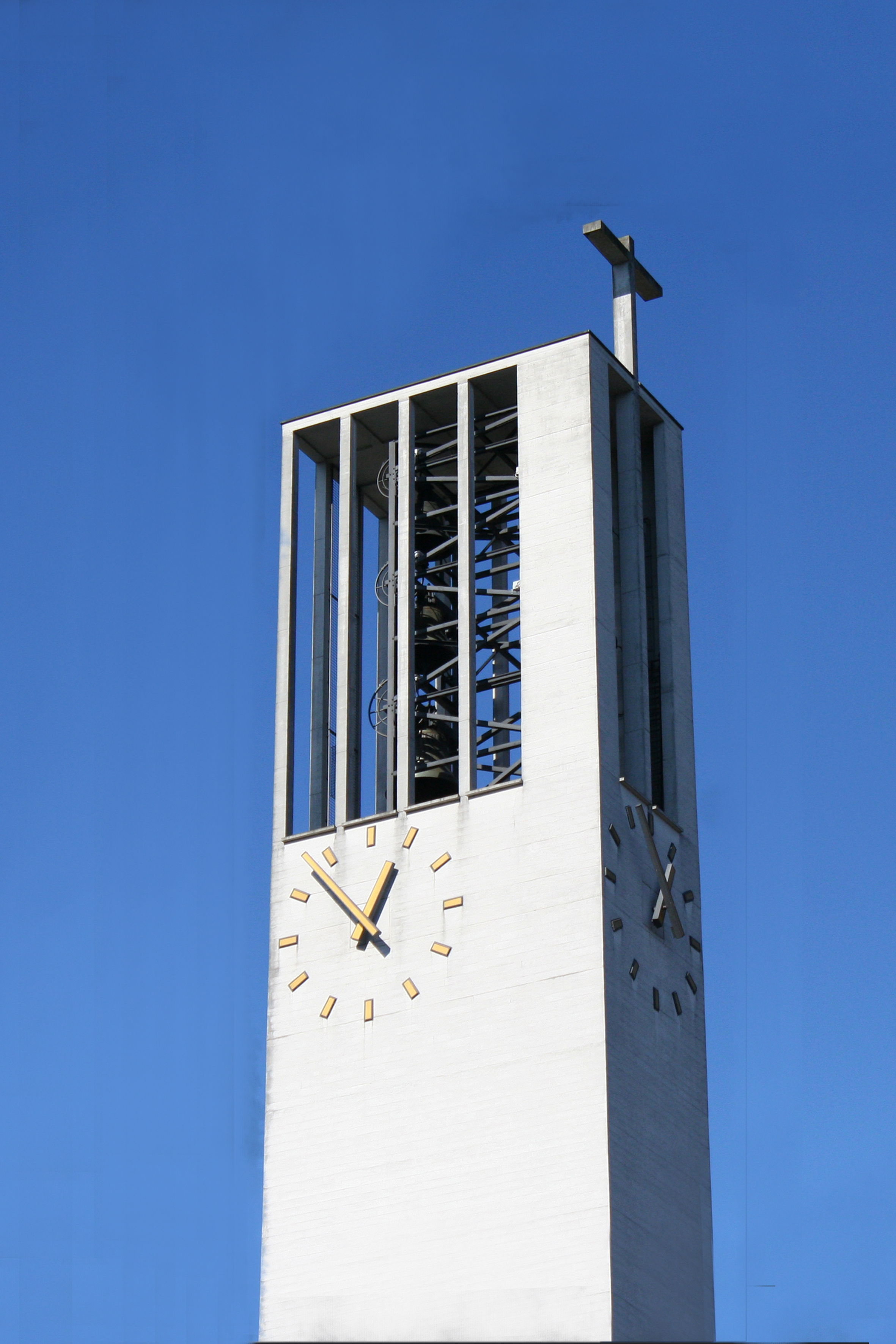
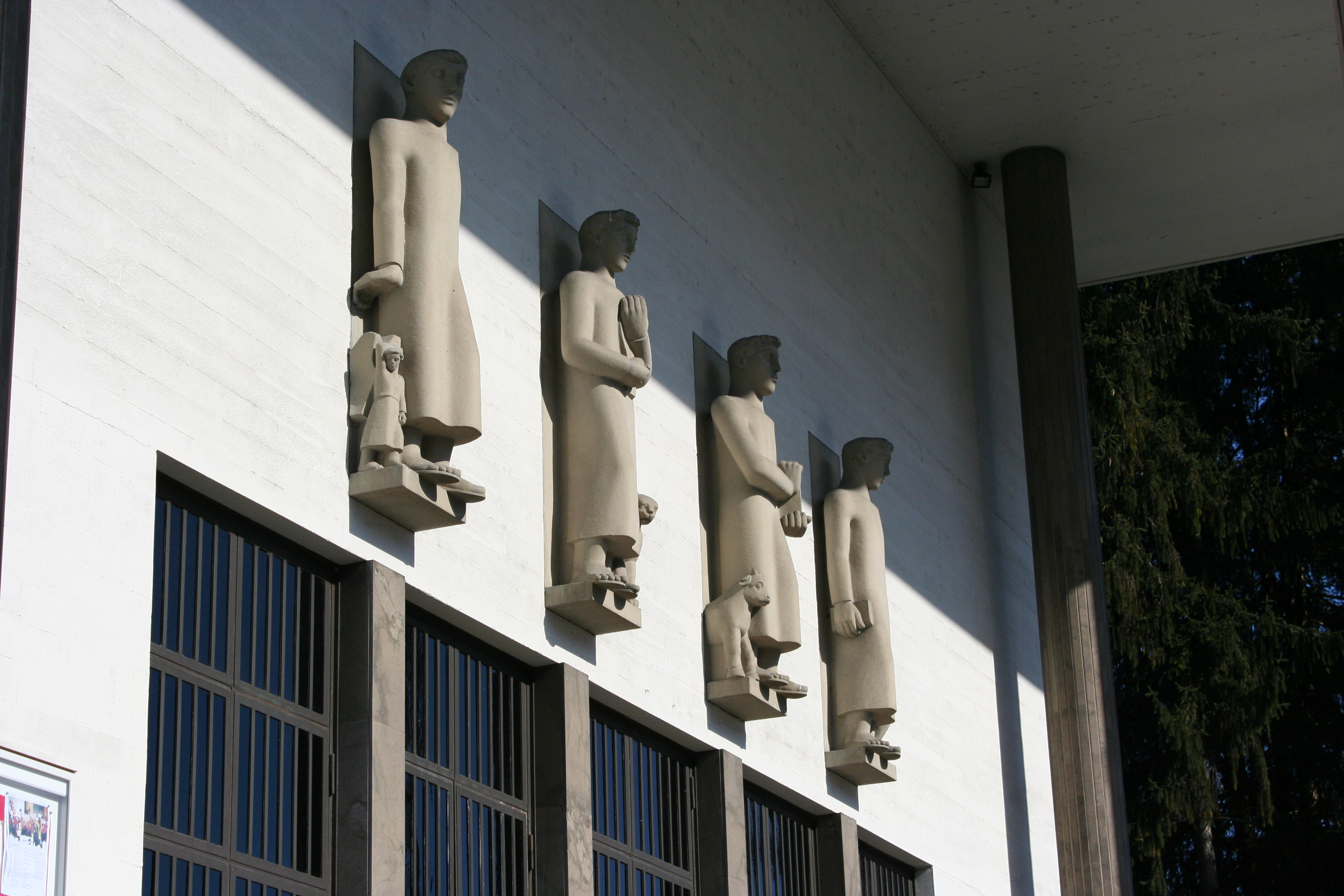
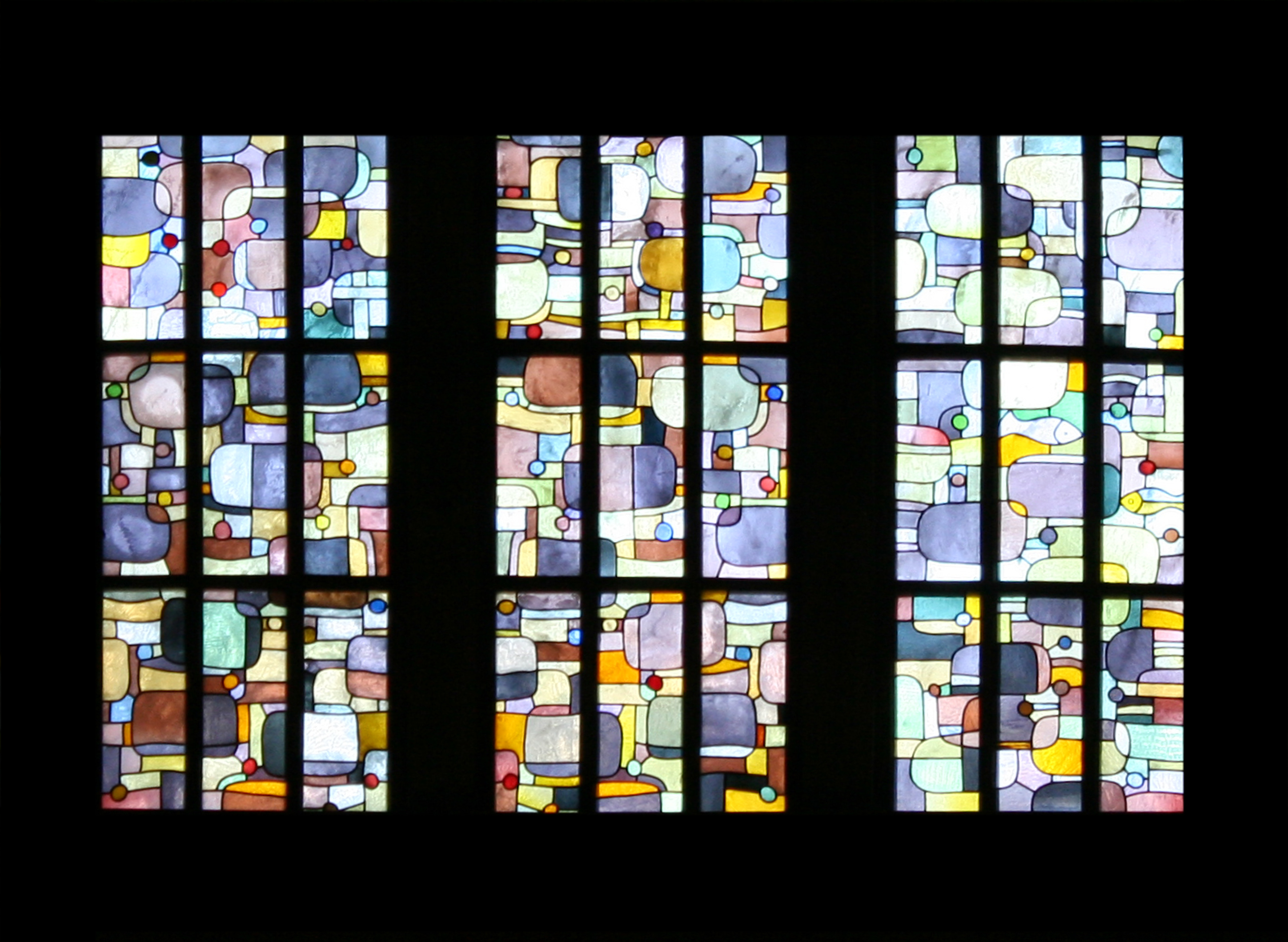
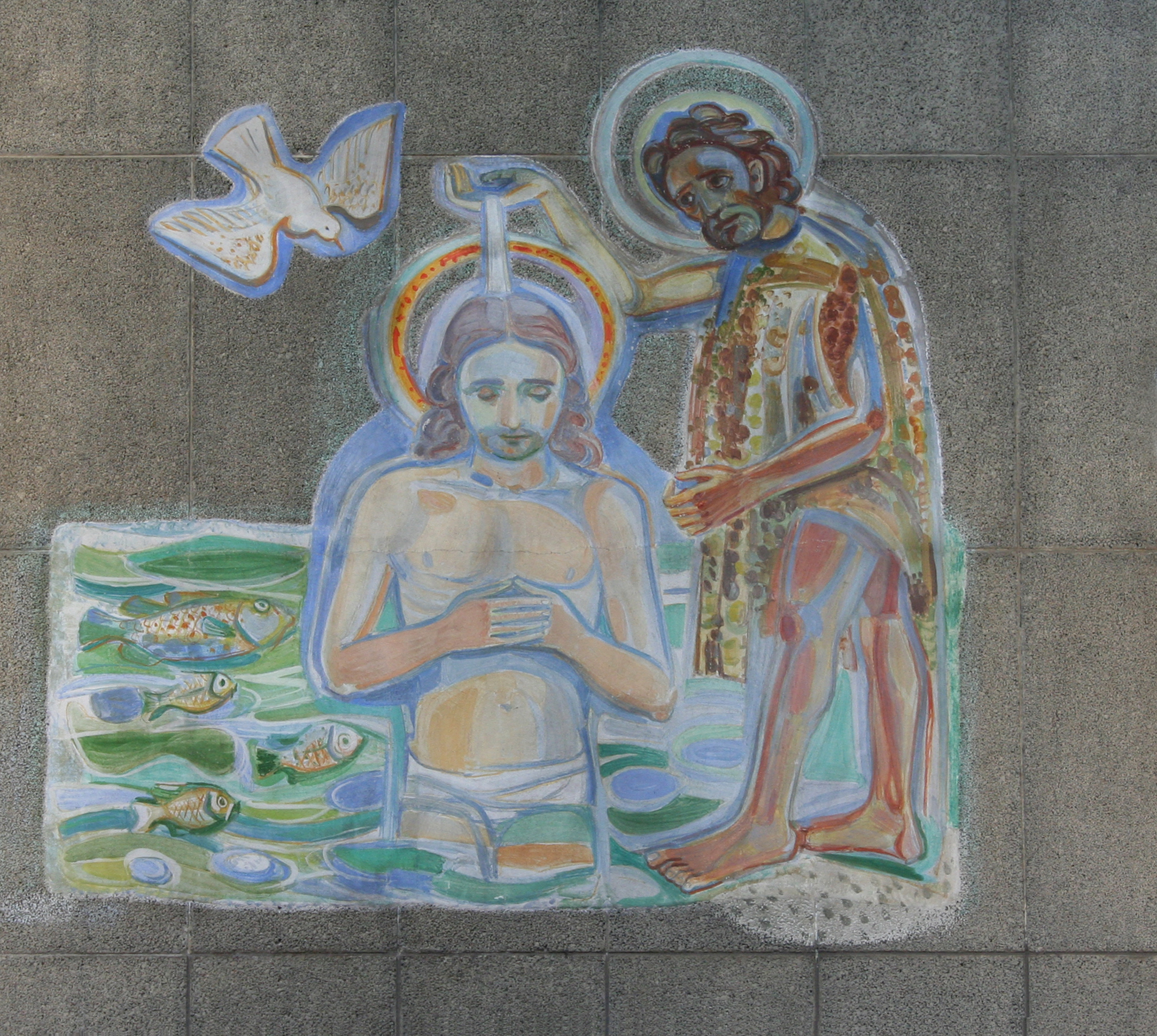
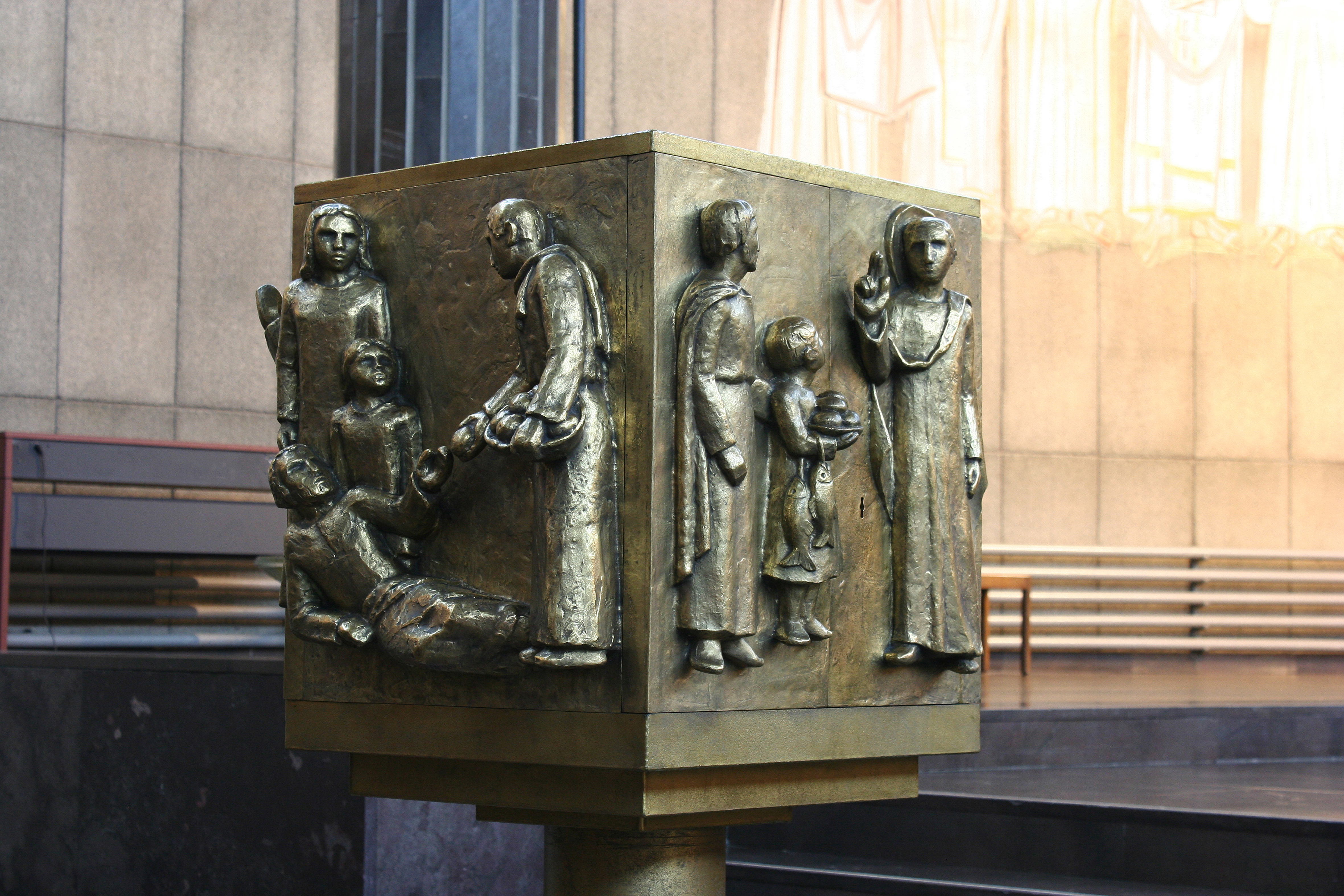
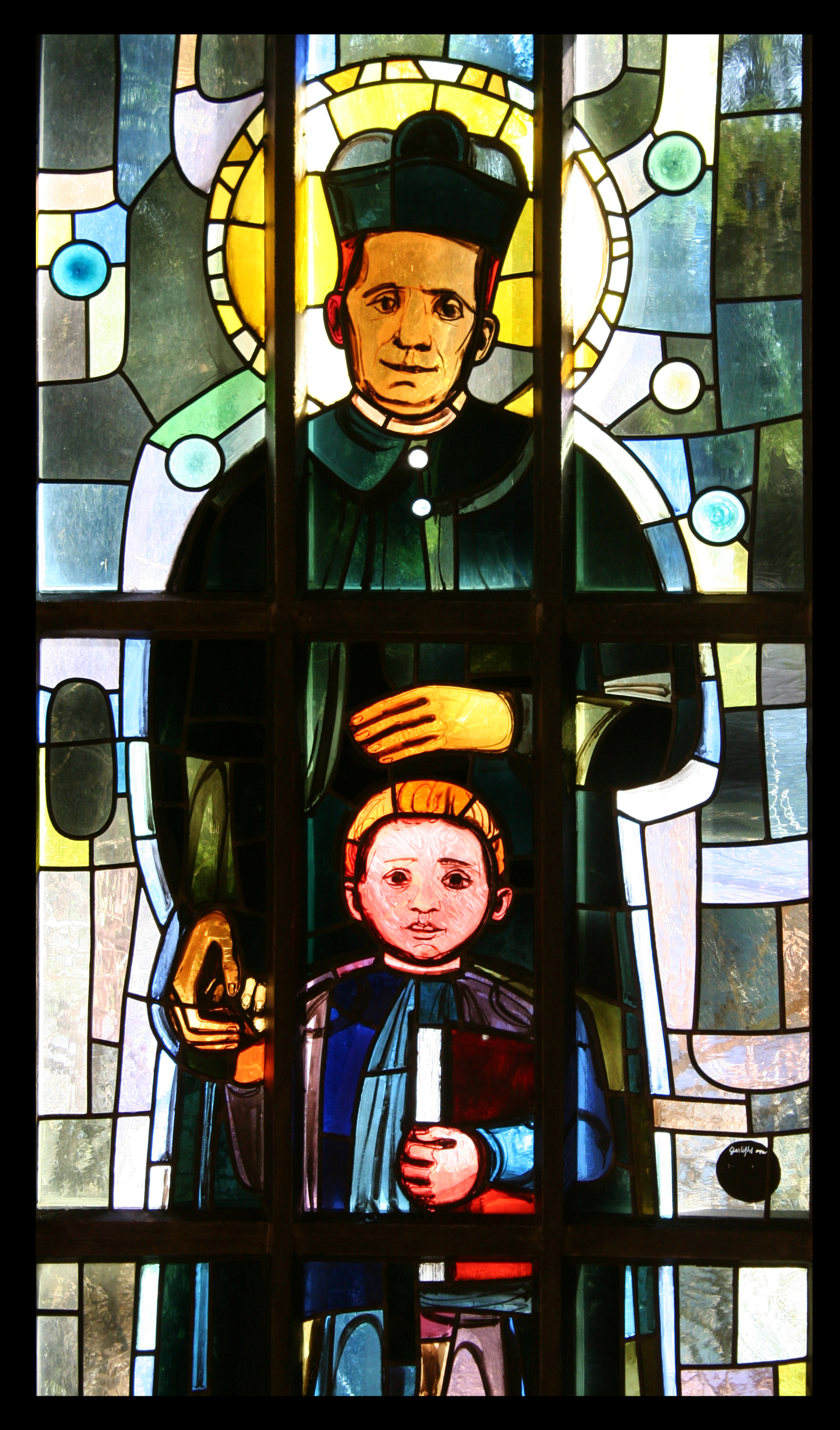
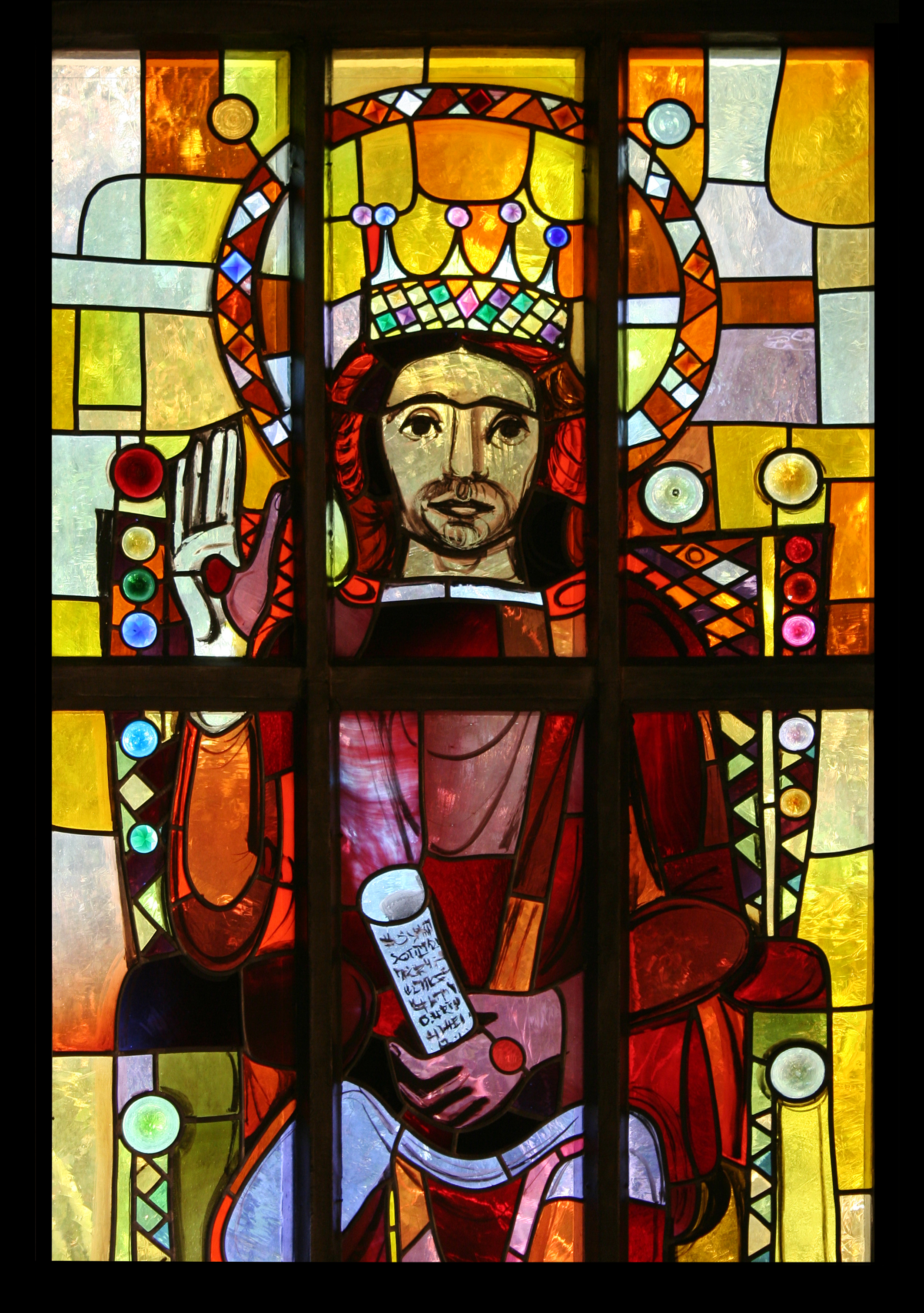
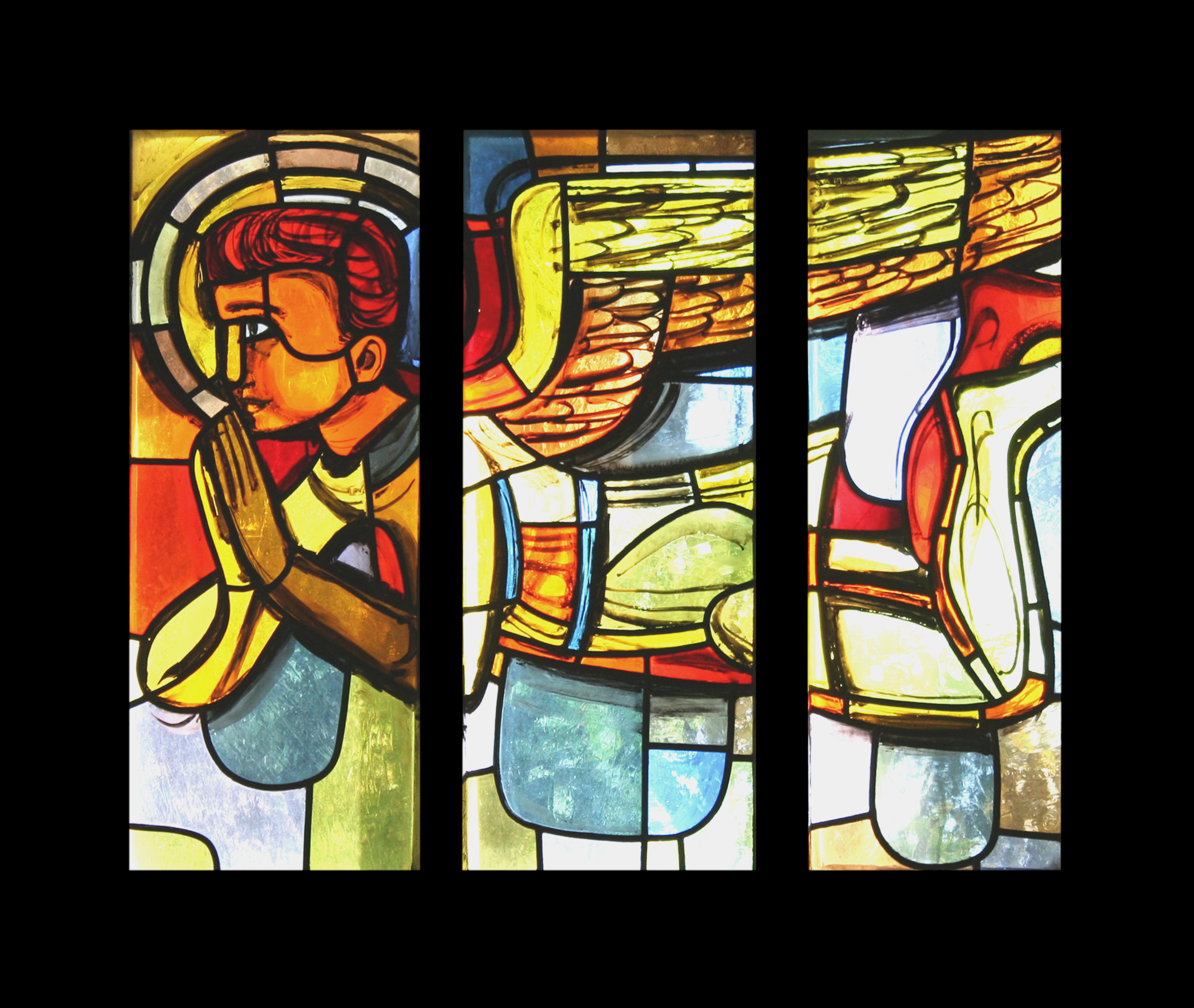
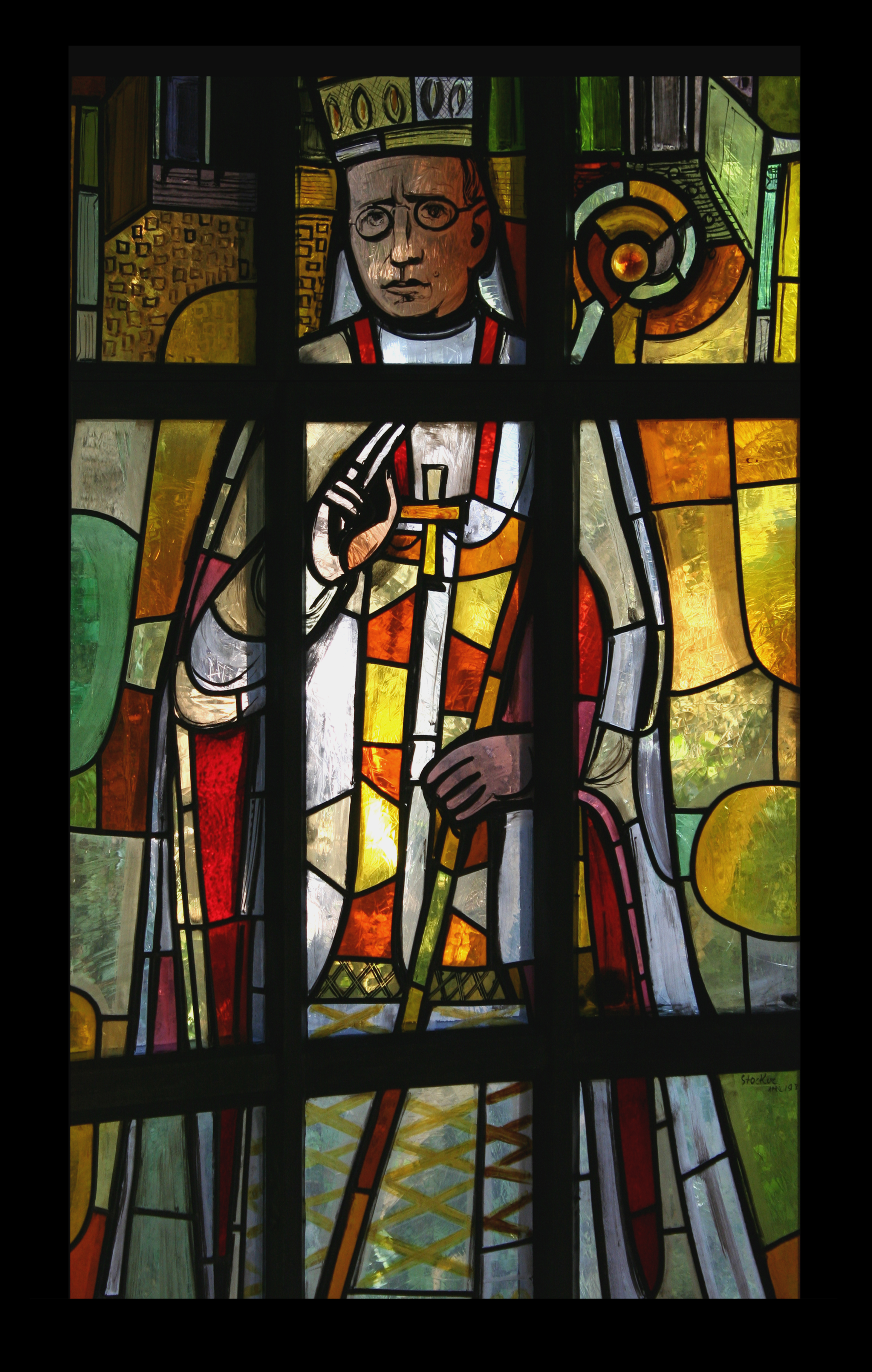
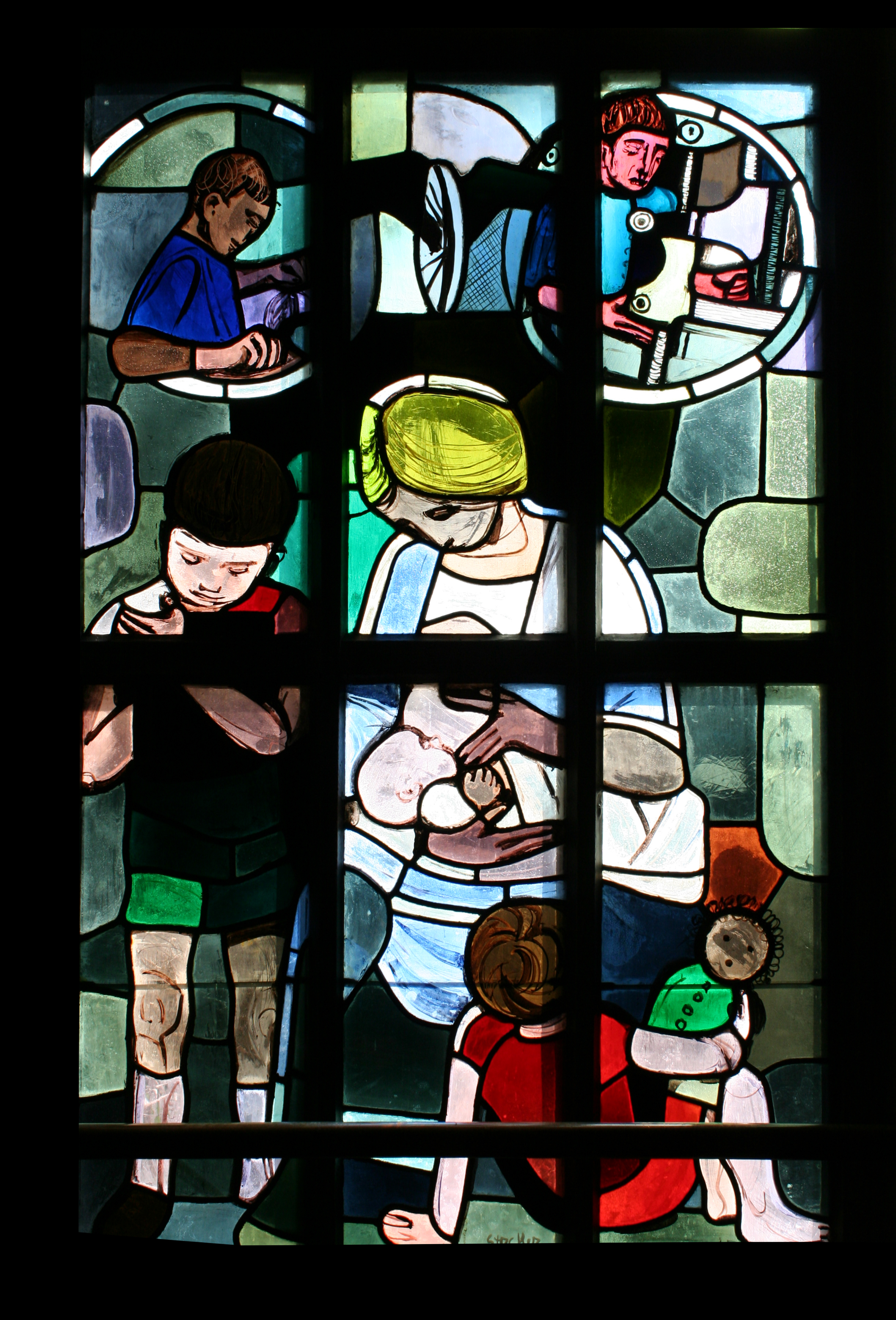